# بني غبس (يريم)

تعديل مصدري - تعديل

بني غبس هي إحدى قرى عزلة بني عمر بمديرية يريم التابعة لمحافظة إب، بلغ تعداد سكانها 325 نسمة حسب تعداد اليمن لعام 2004.